# Мертві 2: Індія
Мертві 2: Індія (англ. The Dead 2: India) — постапокаліптичний англійський фільм режисерів: Ховарда Дж. Форда та Джона Форда про Індію, яка потрапила під дію зомбі-вірусу. Прем'єра: 22 серпня 2013 року (Англія). Місця зйомок: Індія.

## Сюжет
Корабель із Сомалі, на борту якого знаходиться інфікований працівник, прибуває в порт. Отримавши скромну плату за свою роботу, він покидає судно і розчиняється в суєті багатонаселеного міста, що тягне за собою низку жахливих подій. Тим часом американський інженер, що працює на одній з електростанцій в індійській глибинці, дізнається від своєї коханої, що живе в Мумбаї, про те, що вона вагітна і вирішує поїхати до неї... Вибухнула епідемія, в результаті якої мешканці гинуть і повертаються до життя в облику зомбі. Однак, Ніколас зустрічає місцевого безпритульного хлопчика, котрий виріс в суворих умовах і змужнілий не по роках, який супроводжує і допомагає йому вибратися з міста, що кишить живими мерцями.

## Актори
- Джозеф Міллсон - Микола Бертон,
- Міну Мішра - Ішані Шарма,
- Ананд Гопал - Джавед (як Ананд Гопал),
- Сандіп Датта Гупта - Батько Ішані,
- Пунам Матхур - Мати Ішані,
- Кулсом Суджітабх - траурна Дружина,
- Мадху Раджеш - Жінка в машині.